# Marie Mancini
 (septembre 2014).
Pour les articles homonymes, voir Mancini et Marie Mancini (homonymie).
Marie Mancini (Rome, 28 août 1639 - Pise, 8 mai 1715), épouse du connétable Lorenzo Colonna, est une nièce du cardinal Mazarin, fille de Geronima Mazzarini et du baron Michele Mancini, et sœur de Laure-Victoire, Paul Jules, Olympe, Philippe, Alphonse, Marie-Anne et Hortense Mancini. Elle fut le premier grand amour de Louis XIV, qui envisagea de l'épouser.

## Biographie

### Un amour du Roi
Elle est la fille de Michele Lorenzo Mancini (it) (1602-1656), noble romain, alchimiste et astrologue, et de Geronima Mazzarini (1614-1656). Nièce de Mazarin, qui l'a fait venir de Rome à la cour de France, Marie Mancini est célèbre pour avoir été le premier amour de Louis XIV, qui voulait même l'épouser. En juillet 1658, après le siège de Dunkerque, Louis XIV tombe gravement malade et Marie Mancini, pensant que la fin est proche, manifeste l'intérêt qu'elle a pour lui en versant des larmes qui ont fait date dans l'Histoire. Ce sont ses pleurs qui attirent sur elle l'attention du jeune roi, attention qu'elle conserve ensuite par son esprit et sa culture, littéraire notamment.
Si certains, au même titre que le roi, voient dans ces larmes la preuve d’un amour désintéressé et sincère, d’autres, moins romantiques, y voient plutôt la déception d’une jeune femme qui, après avoir longtemps été le faire-valoir de sa sœur la comtesse de Soissons, voit sa campagne amoureuse menée à l'intention de Louis s’anéantir. En effet, alors que Marie Mancini venait à peine de s’attirer l’attention du roi par son esprit brillant, elle apprend qu’il peut mourir d’une minute à l’autre. Elle qui avait tout misé sur l’amour de Louis, effleurant même le projet de monter un jour sur le trône de France, voit ses aspirations se dissiper. Si elle était devenue reine, quelle revanche elle aurait prise sur ses sœurs, sur son oncle, le cardinal Mazarin, et sur toute la Cour, qui ne la prenait pas au sérieux ! C’est pourquoi, durant le temps de la maladie du roi, Marie Mancini « se tuait de pleurer », selon les mots de la Grande Mademoiselle.
Lorsque la Cour regagne Fontainebleau, Marie Mancini en est devenue le point d'attraction, présidant aux fêtes et aux bals, succédant à sa sœur Olympe Mancini, qui avait précédemment la faveur du roi. Comme elle, Marie Mancini est une précieuse, et entoure sa relation avec le roi d'un luxuriant imaginaire romanesque, inspiré de l'Arioste et du Tasse.
La mère du Roi, la Reine Anne d'Autriche, et le Cardinal Jules Mazarin s'opposèrent à une éventuelle union des deux jeunes gens, qui aurait représenté une mésalliance inacceptable, d'autant plus que le cardinal est en pourparlers afin de négocier un mariage royal avec l'infante Marie-Thérèse d'Autriche.

L'éloignement forcé de Marie Mancini pendant quelques mois, d'abord à  l'Abbaye du Lys de Dammarie-lès-Lys(77), à La Rochelle puis à Brouage, et sa dernière entrevue avec Louis XIV avant son départ de la cour, le 22 juin 1659, auraient inspiré un vers célèbre de Racine dans sa tragédie Bérénice : 

« Vous êtes empereur, Seigneur, et vous pleurez ! »

— Bérénice, Acte IV, scène 5

### Mariage et errance
En 1661, Marie Mancini accepte d'épouser le prince Lorenzo Colonna, Louis XIV n'ayant rien fait pour la retenir en France. Elle part vivre à Rome. Mais sa relation conjugale ne tarde pas à se dégrader. Après avoir eu trois fils avec son époux (Filippo en 1663, Marcantonio en 1664 et Carlo en 1665), Marie Mancini estime pouvoir se soustraire à son devoir conjugal, tout en courant les galants. Les infidélités de son mari sont par ailleurs connues, mais ce dernier, de caractère ombrageux et violent, n'en refuse pas moins la vie dissolue de sa femme. Prétendant craindre pour sa vie, Marie Mancini quitte époux et enfants pour parcourir l'Europe avec sa sœur Hortense Mancini, duchesse de Mazarin et Philippe, duc de Nevers, son frère.
Elle meurt en 1715, sans que jamais Louis XIV (qui la suivit, quelques mois plus tard, dans la tombe) n'acceptât de la revoir. Elle repose à l'entrée de l'église du Saint-Sépulcre de Pise.
Elle est l'arrière-arrière-grand-mère du prince Camille Borghèse (1775-1832), second époux de Pauline Bonaparte (1780-1825).
Par son arrière-petite fille Felice Colonna (épouse de Giuseppe Alliata, prince de Buccheri) et par la petite-fille de celle-ci Maria Felice Alliata, épouse de Fulco Giordano Ruffo di Calabria, 8e prince de Scilla, Marie Mancini est aussi l'aïeule à la 9e génération de Paola Ruffo di Calabria, reine des Belges, de 1993 à 2013 en tant qu'épouse d'Albert II.

## Titres
- 28 aout 1639 - 1661 : Mademoiselle Mancini.
- 1661 - 14 avril 1689 : Son Altesse Sérénissime la princesse Lorenzo Colonna, princesse et duchesse de Paliano, duchesse de Tagliacozzo et connétable de Naples, princesse de Castiglione, duchesse de Marino, duchesse de Miraglia, duchesse de Tursi, marquise de Patrica, marquise de Giuliana, marquise de Cave, baronne Santa Caterina, dame des Marino.
- 14 avril 1689 - 8 mai 1715 : Son Altesse Sérénissime la princesse Marie Colonna.

## Interprétations
- Anne-Laure Girbal dans le spectacle musical Le Roi Soleil mis en scène par Kamel Ouali.
- Alexandra Ansidei dans la pièce de théâtre Le diable rouge, écrite par Antoine Rault et mise en scène par Christophe Lidon au Théâtre Montparnasse, dans laquelle le cardinal Mazarin est interprété par Claude Rich et la reine Anne d'Autriche par Geneviève Casile.
- Morgane Choupay dans la même pièce, mise en scène par Jacques Neefs au Théâtre royal du Parc à Bruxelles avec Jean-Claude Frison (Mazarin), Toussaint Colombani (Louis XIV), Rosalia Cuevas (Anne d'Autriche) et Bruno Georis (Jean-Baptiste Colbert), 2011.
- Carla Buttarazzi dans le téléfilm en deux parties diffusé en février 2009 sur France 2 La Reine et le Cardinal mise en scène par Marc Rivière, dans lequel le cardinal Mazarin est interprété par Philippe Torreton et la reine Anne d'Autriche par Alessandra Martines.
- Nathalie Roussel dans le téléfilm Mazarin réalisé par Pierre Cardinal. Mazarin est interprété par François Périer et Louis XIV par François-Régis Marchasson. Ce téléfilm a été consacré par un 7 d'or en 1979.

## Éditions desMémoires
- Marie Mancini, Les Mémoires de M. L. P. M. M. Colonne, G. connétable du royaume de Naples (texte apocryphe), Cologne, P. Marteau, 1676
- Marie Mancini, La Vérité dans son jour, ou Les véritables mémoires de M. Manchini, connétable Colonne, paru en Espagne, 1677
- Marie Mancini, Apologie, ou Les véritables mémoires de Mme Marie Mancini, connétable de Colonna, écrits par elle-même (version corrigée et remaniée de La Vérité dans son jour[5]), Leyde, J. Van Gelder, 1678
- Les Illustres aventurières ou Mémoires d'Hortense et de Marie Mancini, préface et notes de Pierre Camo, Paris, H. Jonquières, 1929
- Hortense et Marie Mancini, Mémoires d'Hortense et de Marie Mancini, édition présentée et annotée par Gérard Doscot, Paris, Mercure de France, 1965, rééd. collection « Le temps retrouvé », 1987  (ISBN 2-7152-1451-0)

### Sources et bibliographie
- Henry Bordeaux, Marie Mancini, le premier amour de Louis XIV, Les Livres Merveilleux, Monaco, 1944.
- Michel Bernard, Brouage, Lausanne, L'Âge d'Homme, 1967.
- Gerty Colin, Un si grand amour - Louis XIV et Marie Mancini, Paris, Robert Laffont, 1957.
- Claude Dulong, Marie Mancini, la première passion de Louis XIV, Paris, le Grand livre du mois, 1993, rééd. Perrin, 2002.
- Claude Dulong, « Les dernières années de Marie Mancini et son inventaire après décès », in Bibliothèque de l'école des chartes, no 152-1, 1994, p. 129-157, [lire en ligne].
- Françoise Mallet-Joris, Marie Mancini, Paris, Hachette, 1964, rééd. Pygmalion, 1998,  (ISBN 2-85704-539-5)
- Simone Bertière, Les Femmes du Roi Soleil, Paris, Éditions de Fallois, 1998,  (ISBN 2877063275)
- Pierre Combescot, Les Petites Mazarines, Paris, Grasset, 1999  (ISBN 2-246-47761-1), et Livre de Poche, 2001,  (ISBN 2-253-14982-9)
- Rita Monaldi et Francesco Sorti, Secretum, Plon, 2004, traduit de l'italien. Thriller historique se jouant à Rome en 1700. Marie Mancini en est protagoniste.
- Groupe F, les Noces Royales de Louis XIV, spectacle pyrotechnique produit sur le bassin de Neptune à Versailles en août et septembre 2010
- Frédérique Jourdaa, Le Soleil et la Cendre, Flammation 2013, Roman historique retraçant le voyage de Louis XIV et de sa Cour en 1660.  (ISBN 2081249243)
- Emile Ducharlet, La ballade de Marie Mancini, suivi de Marie Mancini, itinéraire d'un impossible amour, Les Amis de la Lucarne ovale, 2018  (ISBN 978-2-914648-23-3)